# Орден Короны государства Бухары
 Орден Короны государства Бухары учрежден бухарским эмиром Абдалахадом в 1886 году.
При правлении бухарского эмира Абдалахада из узбекского рода мангыт в Бухарском эмирате появились новые награды. В 1886 году он учредил орден Короны государства Бухары.

## Описание ордена
На ордене была надпись арабской вязью («Награда столицы Благородной Бухары») и датой начала правления эмира. Он уже имел полный набор аксессуаров: знак, звезду и ленту красного цвета. Орден Тадж (Короны) превосходил своего предшественника Орден Благородной Бухары рангом. Он являл собой нарядный орден в форме ромба, украшенный крупными и мелкими алмазами, эмалевыми медальонами. Знак ордена в середине включал круглый эмалевый голубой медальон с надписью: "Знак Короны государства Бухары", в четырёх обоймах — по четыре алмаза.

## Награждаемые орденом
При эмире Абдалахаде, орден присуждался как местным чиновникам, так и представителям русской администрации. Последний раз орден присуждался в 1920 году, перед падением Бухарского эмирата под ударами Красной Армии.